# Igreja de Santo Agostinho (Macau)

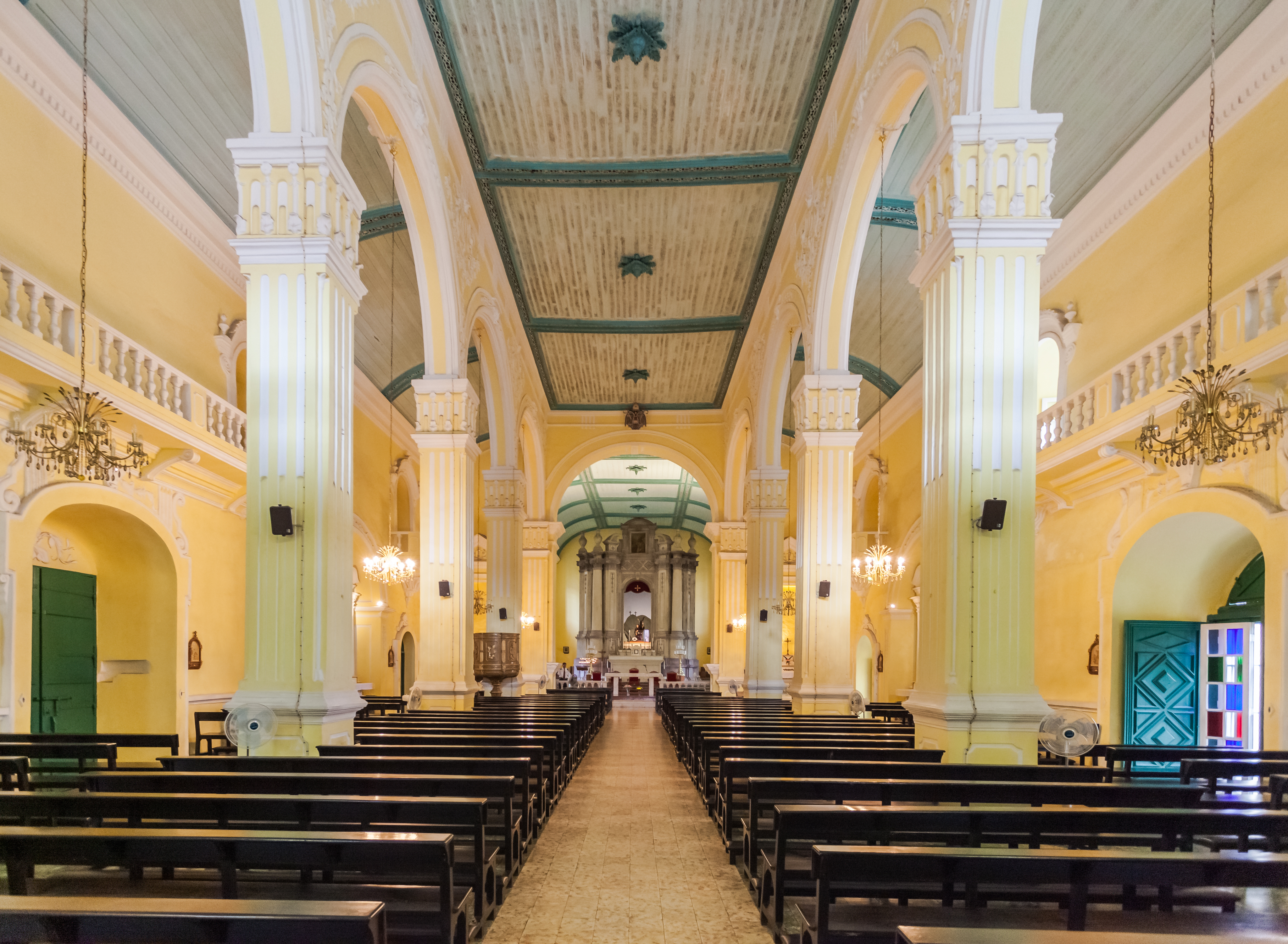
Interior.

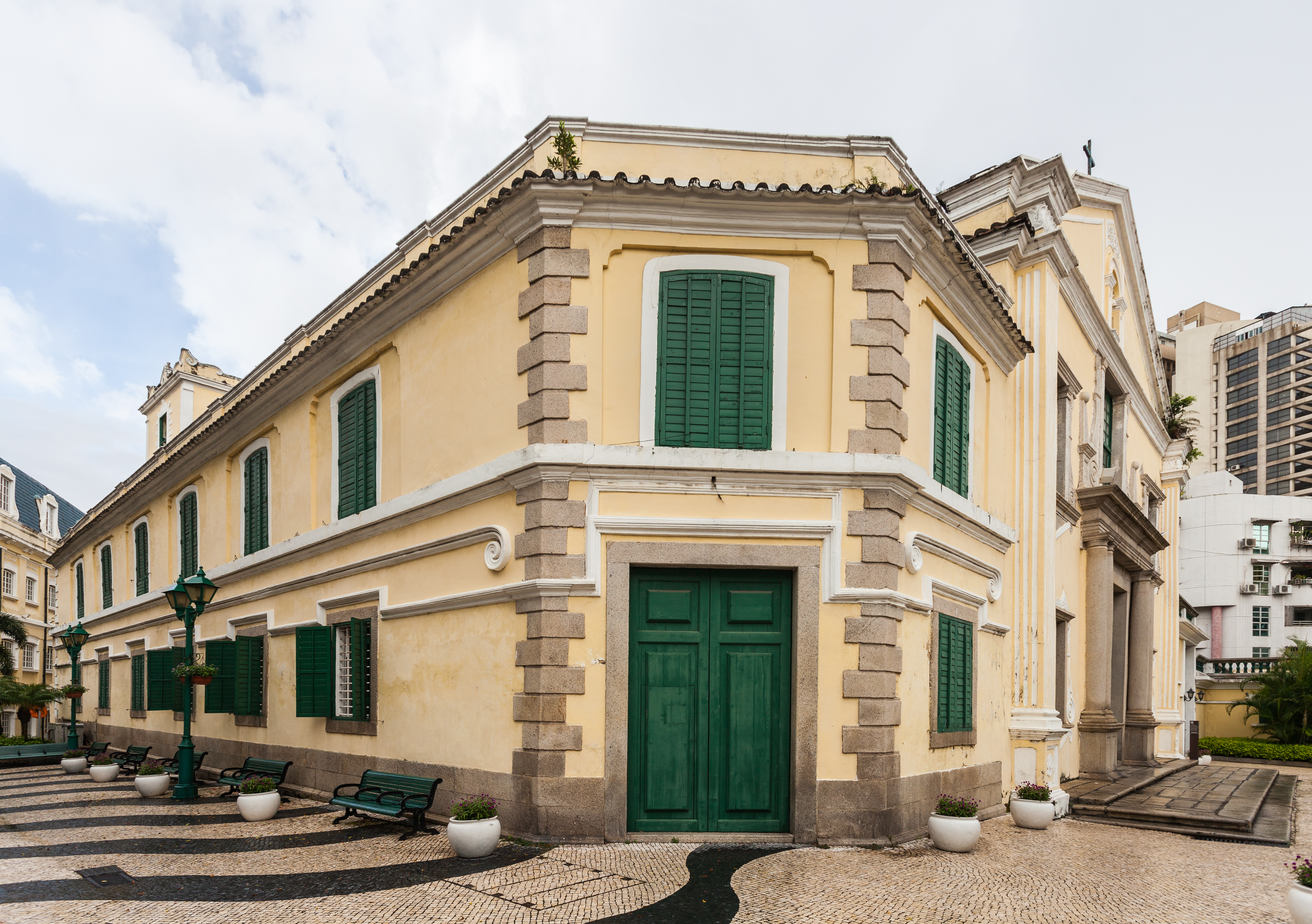
Exterior.

A construção da Igreja de Santo Agostinho foi iniciada em 1586 por frades agostinianos, mas só foi concluída em 1591. Originalmente, a Igreja, assim como o convento adjacente, era construída de madeira e palha por isso não conseguia resistir à chuva e ao vento, obrigando os frades a usarem folhas de palmeira para cobrir as partes danificadas. Vista à distância, fazia lembrar as barbas de um dragão por isso a população chinesa chamava-lhe de “Long Song Miu” (Templo do Dragão Barbudo). O edifício actual (construída em pedra) data de 1814.
Originalmente, a Igreja, dedicada a Nossa Senhora da Graça, pertenceu a frades agostinianos italianos, e foi também a primeira igreja com serviços religiosos em Inglês.
Por volta de 1623, esta igreja foi bombardeada por 3 balas de canhão. Em 1834, com a expulsão e extinção de todas as ordens religiosas no Império Português, esta igreja foi confiscada pelo Governo de Macau e serviu-se de quartel militar e hospital. No final do séc. XIX, a política anti-clerical de Portugal suavizou-se. Por consequência, em 1873, o Governador de Macau devolveu a administração desta igreja à Confraria de Nosso Senhor Bom Jesus dos Passos, que a tornou novamente num local de culto católico. Actualmente, a igreja, que está no território da paróquia da Sé, continua a ser administrada pela Confraria nos dias de hoje.
Hoje, a Igreja mantém ainda vestígios da liturgia pré-Concílio do Vaticano II, tais como a "grade da comunhão" onde os crentes se ajoelhavam para receber a comunhão (ou eucaristia), e o púlpito octogonal de madeira (numa época em que não existiam sistemas sonoros, era a melhor alternativa para as pregações).
O altar-mor de mármore, decorado magnificamente e grandiosamente, encontra-se uma estátua, de tamanho natural, de Jesus carregando a cruz, representando muito bem o sofrimento experimentado por Jesus. Conta-se que quando esta estátua foi levada para a Sé Catedral pelas autoridades religiosas, ela, milagrosamente, retornou sozinha ao altar desta igreja, pelo que ainda hoje se realiza, anualmente, a Procissão do Nosso Senhor Bom Jesus dos Passos no primeiro domingo da Quaresma. Organizado pela Confraria de Nosso Senhor Bom Jesus dos Passos, a estátua é levada para a Sé Catedral por uma noite e no dia seguinte é levada em procissão pelas ruas da cidade em via-sacra e, com largo acompanhamento de clero e centenas de católicos, é devolvida à Igreja de Santo Agostinho.
Após a expulsão dos agostinianos em 1712, a procissão de N. S. dos Passos foi cancelada. Foi uma época em que houve escassez de alimentos e os chineses locais associaram os dois acontecimentos. Pediram que "o homem com a cruz" viesse de novo às ruas e quando os administradores da igreja concordou, terminou a falta de alimentos.
Actualmente, um dos principais objectivos da procissão é relembrar o sacrifício, o sofrimento, a crucifixão e a morte de Jesus Cristo (resumidamente, relembrando a Paixão de Cristo).
Por cima do altar-mor existe uma imagem de mármore de Santo Agostinho, um grande santo do séc. IV. No interior da igreja, existe também uma estátua de Santa Mónica, a mãe de Santo Agostinho, que sempre rezou pela conversão do filho.
Tem um interior espaçoso e um tecto pintado de azul turquesa.
A Igreja de Santo Agostinho é incluído na Lista dos monumentos históricos do "Centro Histórico de Macau", por sua vez incluído na Lista do Património Mundial da Humanidade da UNESCO.
Entre as pessoas sepultadas na igreja conta-se Maria de Moura, uma heroína romântica que em 1710 casou com o capitão António Albuquerque Coelho, apesar de este ter perdido um braço quando foi atacado por um pretendente de Maria, mal sucedido. Ela morreu de parto e jaz com a criança e o braço do marido.